# In the Constellation of the Black Widow
In the Constellation of the Black Widow è un album discografico del gruppo musicale britannico Anaal Nathrakh pubblicato nel 2009 dalla Candlelight Records.

## Tracce
1. In the Constellation of the Black Widow – 4:45
2. I Am the Wrath of Gods and the Desolation of the Earth – 2:24
3. More of Fire Than Blood – 3:24
4. The Unbearable Filth of the Soul – 3:31
5. Terror in the Mind of God – 3:27
6. So Be It – 2:22
7. The Lucifer Effect – 3:54
8. Oil Upon the Sores of Lepers – 2:47
9. Satanarchrist – 4:40
10. Blood Eagles Carved on the Backs of Innocents – 3:17

Durata totale: 34:31

## Formazione

### Gruppo
- V.I.T.R.I.O.L. - voce
- Irrumator - chitarra, basso, batteria, sintetizzatore

### Altri musicisti
- Zeitgeist Memento - voce addizionale in Oil Upon the Sores of Lepers
- Ventnor - voce addizionale in In the Constellation of the Black Widow e More of Fire Than Blood